# Žákova hora
Žákova hora este o arie protejată (arie specială de conservare — SAC, sit de importanță comunitară — SCI) din Republica Cehă întinsă pe o suprafață de 39,03 ha, integral pe uscat.

## Localizare
Centrul sitului Žákova hora este situat la coordonatele 49°39′17″N 15°59′32″E / 49.654722°N 15.992222°E.

## Înființare
Situl Žákova hora a fost declarat sit de importanță comunitară în noiembrie 2009 pentru a proteja 1 specie de plante. Situl a fost protejat și ca arie specială de conservare în iulie 2012.

## Biodiversitate
Situată în ecoregiunea continentală, aria protejată conține 2 habitate naturale: Păduri de fag Asperulo-Fagetum, Păduri de fag Luzulo-Fagetum.
La baza desemnării sitului se află o specie protejată de  plante: mușchi (Dicranum viride).